# Město filmu
Město filmu je město, které se připojilo k Organizaci OSN pro výchovu, vědu a kulturu (UNESCO) a je důležité pro filmovou produkci. 11. června 2009 byl zvolen Bradford, Spojené království, jako první Město filmu.
Město filmu je součástí programu Creative Cities Network pro UNESCO.